# عبد الله الراسي
عبدالله الراسي (1929- 1994) هو طبيب وسياسي لبناني، عمل طبيبًا في المملكة العربية السعودية في ستينيات القرن العشرين، وبعد انتخاب والد زوجته سليمان فرنجية رئيساً للبنان في العام 1972، بدأ الانخراط في السياسة، إذ بقي عضوًا لفترة طويلة في مجلس النواب اللبناني، وشغل منصب وزير الداخلية بين الأعوام 1984 و1988.

## نبذة
ولد الراسي في بلدة الشيخ طابا (قضاء عكار الشمال لبنان) في 17 حزيران (يونيو) العام 1929، وينحدر من عائلة تنتمي إلى طائفة روم أرثوذكس، تزوج في العام 1966 من صونيا سليمان فرنجية (أو سونيا، واسمها الحقيقي: سلطانة). أحد أبنائهما هو كريم الراسي الذي أنتخب أيضًا نائبًا في مجلس النواب اللبناني. توفي عبد الله الراسي في العام 1994 بعد اصابته بمرض السرطان.

## نشاطه
عمل الراسي طبيبًا في الرياض عاصمة المملكة العربية السعودية، من العام 1960 إلى أوائل 1970. وبالإضافة إلى عمله كطبيب، لعب دور السفير والقاضي والمحامي عند السعوديين واللبنانيين، فتمتع بتلك المكانة لنزاهته الشخصية، وقبل ذلك لصداقته مع حاكم الرياض، الذي سيصبح حاكم المملكة كلها بعد نصف قرن، الأمير سلمان. كانت مكانة الراسي في المجتمع السعودي مرموقة، فهو طبيب الأمراء والبسطاء، ويروى أن الراسي قطع مئتي كيلومتر في عمق الصحراء كي يعالج مريضا احتاجه. ومن الواضح أن عمله في الرياض دعّم سيرته ليكون نائبا في البرلمان اللبناني ثم وزيرا للداخلية لاحقا.
لدى عودة الراسي إلى لبنان انتخب عضوا في البرلمان اللبناني في العام 1972 وبقي نائبًا حتى العام 1994. وكان قد عُيّن وزيرا للداخلية في حكومة الرئيس راشد كرامي في 13 نيسان (أبريل) 1984.
كان الراسي يرافق رشيد كرامي في حزيران (يونيو) 1987 أثناء سفره إلى بيروت عبر طائرة هليكوبتر عسكرية. قتل كرامي بينما أصيب الراسي وآخرون عندما انفجرت المروحية بقنبلة موقوتة.

## وطني دائمًا على حق
أصدرت زوجة الراسي صونيا كتابًا تحت عنوان: وطني دائما على حق (2014 عن دار نوفل، بيروت) يتناول سيرتها وجوانب من سيرة والدها وزوجها.